# José Terceiro de Sousa
José Terceiro de Sousa (* 7. Juli 1908 in Boa Viagem, Ceará, Brasilien; † 14. Juli 1983 in Fortaleza) war ein brasilianischer Geistlicher und römisch-katholischer Bischof von Penedo.

## Leben
José Terceiro de Sousa empfing am 30. November 1933 das Sakrament der Priesterweihe.
Am 13. Februar 1948 ernannte ihn Papst Pius XII. zum Bischof von Caetité. Der Bischof von Limoeiro do Norte, Aureliano de Matos, spendete ihm am 20. Juni desselben Jahres die Bischofsweihe; Mitkonsekratoren waren der Bischof von Crato, Francisco de Assis Pires, und der Bischof von Mossoró, João Batista Portocarrero Costa.
Am 9. Dezember 1955 bestellte ihn Pius XII. zum Titularbischof von Letopolis und zum Weihbischof in São Salvador da Bahia. José Terceiro de Sousa wurde am 9. November 1957 Bischof von Penedo.
Papst Paul VI. nahm am 24. März 1976 das von Terceiro de Sousa vorgebrachte Rücktrittsgesuch an.
José Terceiro de Sousa nahm an allen vier Sitzungsperioden des Zweiten Vatikanischen Konzils teil.